# Roberto Alvarado
Roberto Carlos Alvarado Hernández (Salamanca, México; 7 de septiembre de 1998), es un futbolista mexicano. Juega como extremo o mediocampista ofensivo y su equipo actual es el Club Deportivo Guadalajara de la Primera división de México. Es también jugador internacional absoluto con la selección mexicana.

## Trayectoria

### Inicios y Celaya Fútbol Club
Oriundo de Salamanca, Guanajuato sus primeros pasos en el fútbol los dio con el equipo Salmantino Xidoo, fue ahí dónde se le empezó a apodar el "piojito" debido a la fascinación que tenía de niño con el jugador argentino Claudio el Piojo López.
Su carrera profesional comenzó en el Celaya FC, debutó profesionalmente el miércoles 25 de septiembre de 2013, con 15 años de edad, en el partido de Copa entre Celaya y Estudiantes Tecos, y su debut en el circuito de plata fue el sábado 28 de septiembre de 2013, precisamente en el duelo de Celaya y Tecos. Desde 2015 fue recurrente en los juegos y convocatorias del técnico Gustavo "Chavo" Díaz, poco a poco fue madurando, hasta que en el Torneo Apertura 2016, logra su mejor campaña, con 13 juegos de titular de 17, con 6 goles anotados, pieza fundamental para el repunte del Celaya.

### Club de Fútbol Pachuca
El 13 de diciembre de 2016, se confirma su traspaso al Club de Fútbol Pachuca, en compra definitiva por 2 años.

### Club Necaxa
En junio de 2017, al no tener casi minutos con el Pachuca, se oficializó su fichaje al Club Necaxa en compra definitiva.

### Club de Fútbol Cruz Azul
El 17 de junio de 2018, se oficializó su traspaso al Club de Fútbol Cruz Azul, en compra definitiva por 3 millones de dólares, tuvo destacadas actuaciones con el equipo celeste y después fue convocado a la Selección Mexicana. Fue campeón de Copa MX con los cementeros.

### Club Deportivo Guadalajara
El 26 de diciembre de 2021, se hace oficial el traspaso de Alvarado al club Guadalajara. En compra definitiva

## Selección nacional

### Selección absoluta
| Club               | País   | PJ | Goles | Periodo         |
| ------------------ | ------ | -- | ----- | --------------- |
| Selección Mexicana | México | 45 | 5     | 2018 - Presente |

El 7 de septiembre de 2018 en su cumpleaños número 20, debuta con la selección mexicana, contra la selección de Uruguay en el minuto 45 entrando por Alan Pulido cuando el marcador estaba 1 - 3 a favor de Uruguay

#### Goles internacionales
Resultados de partidos.
| Gol | Fecha                 | Lugar                                                | Oponente  | Puntuación | Resultado | Competición                     |
| --- | --------------------- | ---------------------------------------------------- | --------- | ---------- | --------- | ------------------------------- |
| 1.  | 5 de junio de 2019    | Mercedes-Benz Stadium, Atlanta, Estados Unidos       | Venezuela | 1–1        | 3–1       | Amistoso                        |
| 2.  | 19 de junio de 2019   | Broncos Stadium at Mile High, Denver, Estados Unidos | Canadá    | 1–0        | 3–1       | Copa de Oro de la Concacaf 2019 |
| 3.  | 15 de octubre de 2019 | Estadio Azteca, Ciudad de México, México             | Panamá    | 1–0        | 2–1       | Liga de Naciones Concacaf       |

### Participaciones en Copa Oro Concacaf
| Copa                            | Sede           | Resultado |
| ------------------------------- | -------------- | --------- |
| Copa de Oro de la Concacaf 2019 | Estados Unidos | Campeón   |
| Copa de Oro de la Concacaf 2023 | Estados Unidos | Campeón   |

### Participaciones en Juegos Olímpicos
| Copa                     | Sede  | Resultado     |
| ------------------------ | ----- | ------------- |
| Juegos Olímpicos de 2020 | Tokio | Tercer puesto |

### Participaciones en Copas del Mundo
| Mundial                        | Sede  | Resultado      |
| ------------------------------ | ----- | -------------- |
| Copa Mundial de Fútbol de 2022 | Catar | Fase de grupos |

## Estadísticas

### Clubes
Actualizado el 11 de agosto de 2025.
| Club                                                                                           | Div.                | Temporada           | Liga  | Liga  | Liga   | Copas Nacionales(1) | Copas Nacionales(1) | Copas Nacionales(1) | Torneos Internacionales(2) | Torneos Internacionales(2) | Torneos Internacionales(2) | Total | Total | Total  | Media goleadora |
| Club                                                                                           | Div.                | Temporada           | Part. | Goles | Asist. | Part.               | Goles               | Asist.              | Part.                      | Goles                      | Asist.                     | Part. | Goles | Asist. | Media goleadora |
| ---------------------------------------------------------------------------------------------- | ------------------- | ------------------- | ----- | ----- | ------ | ------------------- | ------------------- | ------------------- | -------------------------- | -------------------------- | -------------------------- | ----- | ----- | ------ | --------------- |
| Celaya F. C. · México                                                                          | 2.ª                 | 2013-14             | 5     | -     | -      | 4                   | 1                   | -                   | -                          | -                          | -                          | 9     | 1     | 0      | 0.11            |
| Celaya F. C. · México                                                                          | 2.ª                 | 2014-15             | 3     | -     | -      | 2                   | -                   | -                   | -                          | -                          | -                          | 5     | 0     | 0      | 0               |
| Celaya F. C. · México                                                                          | 2.ª                 | 2015-16             | 24    | 1     | 1      | 6                   | -                   | -                   | -                          | -                          | -                          | 30    | 1     | 1      | 0.03            |
| Celaya F. C. · México                                                                          | 2.ª                 | 2016                | 18    | 7     | 1      | 1                   | 1                   | -                   | -                          | -                          | -                          | 19    | 8     | 1      | 0.42            |
| Celaya F. C. · México                                                                          | Total               | Total               | 50    | 8     | 2      | 13                  | 2                   | 0                   | 0                          | 0                          | 0                          | 63    | 10    | 2      | 0.16            |
| C. F. Pachuca · México                                                                         | 1.ª                 | 2017                | 9     | 1     | -      | -                   | -                   | -                   | 2                          | -                          | -                          | 11    | 1     | 0      | 0.09            |
| C. F. Pachuca · México                                                                         | Total               | Total               | 9     | 1     | 0      | 0                   | 0                   | 0                   | 2                          | 0                          | 0                          | 11    | 1     | 0      | 0.09            |
| C. Necaxa · México                                                                             | 1.ª                 | 2017-18             | 26    | 2     | 6      | 11                  | -                   | 1                   | -                          | -                          | -                          | 37    | 2     | 7      | 0.05            |
| C. Necaxa · México                                                                             | Total               | Total               | 26    | 2     | 6      | 11                  | 0                   | 1                   | 0                          | 0                          | 0                          | 37    | 2     | 7      | 0.05            |
| Cruz Azul · México                                                                             | 1.ª                 | 2018-19             | 42    | 4     | 18     | 12                  | 2                   | 3                   | 3                          | 1                          | 0                          | 57    | 7     | 9      | 0.11            |
| Cruz Azul · México                                                                             | 1.ª                 | 2019-20             | 27    | 4     | 10     | -                   | -                   | -                   | 2                          | 0                          | 0                          | 29    | 4     | 6      | 0.15            |
| Cruz Azul · México                                                                             | 1.ª                 | 2020-21             | 36    | 4     | 15     | -                   | -                   | -                   | 6                          | 0                          | 1                          | 42    | 4     | 8      | 0.05            |
| Cruz Azul · México                                                                             | 1.ª                 | 2021                | 15    | 4     | 9      | -                   | -                   | -                   | -                          | -                          | -                          | 15    | 4     | 1      | 0.25            |
| Cruz Azul · México                                                                             | Total               | Total               | 120   | 16    | 20     | 12                  | 2                   | 3                   | 11                         | 0                          | 1                          | 145   | 18    | 24     | 0.13            |
| C. D. Guadalajara · México                                                                     | 1.ª                 | 2022                | 19    | 2     | 4      | -                   | -                   | -                   | -                          | -                          | -                          | 19    | 2     | 4      | 0.11            |
| C. D. Guadalajara · México                                                                     | 1.ª                 | 2022-23             | 39    | 4     | 6      | -                   | -                   | -                   | 2                          | 0                          | 0                          | 41    | 4     | 6      | 0.09            |
| C. D. Guadalajara · México                                                                     | 1.ª                 | 2023-24             | 36    | 12    | 2      | -                   | -                   | -                   | 4                          | 2                          | 0                          | 42    | 14    | 2      | 0.35            |
| C. D. Guadalajara · México                                                                     | 1.ª                 | 2024-25             | 31    | 9     | 7      | -                   | -                   | -                   | 5                          | 0                          | 0                          | 36    | 9     | 7      | 0.28            |
| C. D. Guadalajara · México                                                                     | 1.ª                 | 2025-26             | 3     | 0     | 0      | -                   | -                   | -                   | 0                          | 0                          | 0                          | 3     | 0     | 0      | 0.00            |
| C. D. Guadalajara · México                                                                     | Total               | Total               | 128   | 27    | 19     | 0                   | 0                   | 0                   | 11                         | 2                          | 0                          | 141   | 29    | 19     | 0.21            |
| Total en su carrera                                                                            | Total en su carrera | Total en su carrera | 312   | 54    | 47     | 36                  | 4                   | 4                   | 24                         | 2                          | 1                          | 395   | 62    | 52     | 0.15            |
| (1) Incluye datos de la Copa México. (2) Incluye datos de la Liga de Campeones de la Concacaf. |                     |                     |       |       |        |                     |                     |                     |                            |                            |                            |       |       |        |                 |

## Palmarés

### Títulos nacionales
| Título              | Club      | País   | Año  |
| ------------------- | --------- | ------ | ---- |
| Copa México         | C. Necaxa | México | 2018 |
| Copa México         | Cruz Azul | México | 2018 |
| Supercopa de México | Cruz Azul | México | 2019 |
| Primera División    | Cruz Azul | México | 2021 |

### Títulos internacionales
| Título                           | Club (*)      | Sede                   | Año  |
| -------------------------------- | ------------- | ---------------------- | ---- |
| Copa de Campeones de la Concacaf | Pachuca       | México                 | 2017 |
| Copa Oro de la Concacaf          | México        | Estados Unidos         | 2019 |
| Juegos Olímpicos                 | México sub-23 | Japón                  | 2021 |
| Copa Oro de la Concacaf          | México        | Estados Unidos- Canadá | 2023 |
| Liga de Naciones de la Concacaf  | México        | Concacaf               | 2025 |
| Copa Oro de la Concacaf          | México        | Estados Unidos- Canadá | 2025 |

(*) Incluyendo la Selección